# احمد شراحیلی
احمد شراحیلی (عربی: أحمد محمد شراحيلي؛ زادهٔ ۸ مهٔ ۱۹۹۴) یک بازیکن فوتبال اهل عربستان سعودی است.
از باشگاه‌هایی که در آن بازی کرده‌است می‌توان به الهلال عربستان اشاره کرد.

## تیم ملی
وی همچنین در تیم ملی فوتبال زیر 23 سال عربستان بازی کرده است.